# 박원주
박원주(朴原住, 1964년 ~ )는 대한민국의 공무원이다. 

## 경력
- 1988년: 제31회 행정고시 합격
- 2012년 1월 지식경제부 산업경제실 산업경제정책관
- 2013년 3월 산업통상자원부 산업정책실 산업정책관
- 2014년 3월 산업통상자원부 대변인
- 2015년 7월 산업통상자원부 기획조정실장
- 2016년 2월 산업통상자원부 산업정책실장
- 2016년 9월 대통령비서실 산업통상자원비서관
- 2017년 9월 산업통상자원부 에너지자원실장
- 2018년 9월 ~ 2020년 8월 제26대 특허청장[1]
- 2021년 11월 ~ 2022년 5월 대통령비서실 경제수석

## 학력
- 1983년 송원고등학교
- 1987년 서울대학교 경제학 학사
- 1990년 서울대학교 대학원 정책학 석사
- 1997년 인디애나 대학교 대학원 경제학 박사